# Luísa Sobral

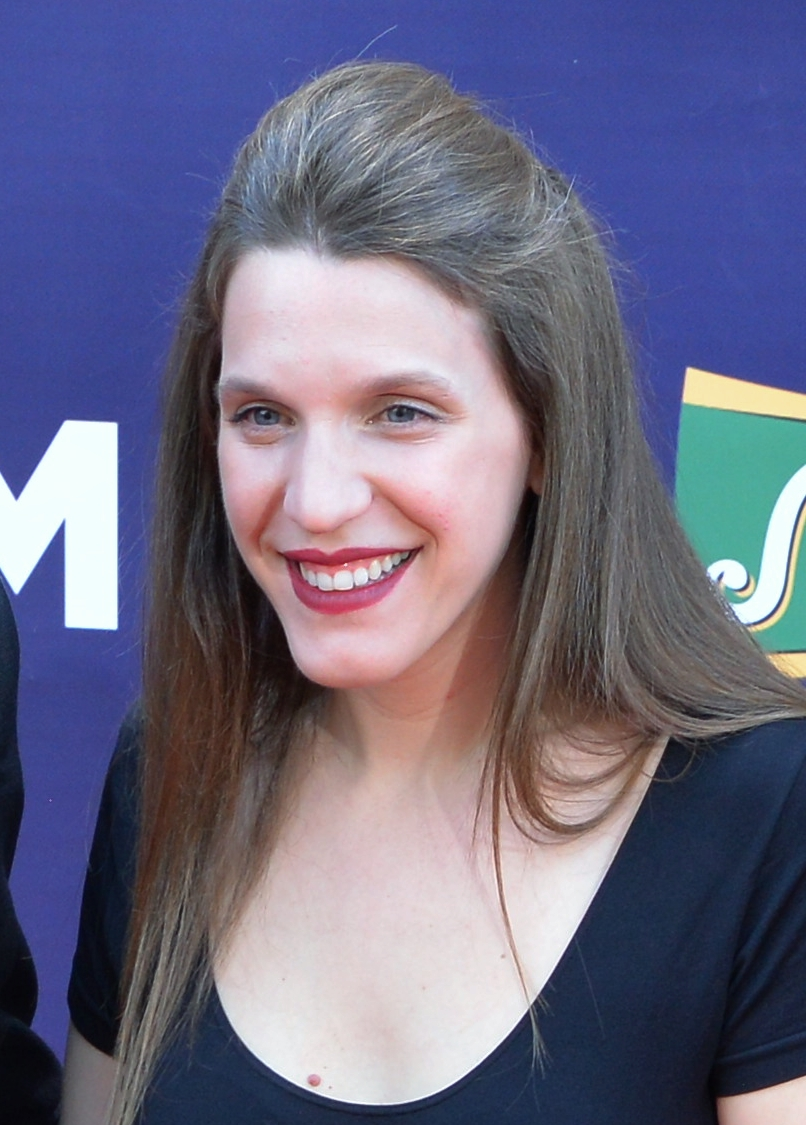
Luísa Sobral, 2017

Luísa Maria Vilar Braamcamp Sobral (* 18. September 1987 in Lissabon) ist eine portugiesische Sängerin und Komponistin. Ihre durchweg selbst geschriebenen Lieder singt sie auf Portugiesisch und auf Englisch. Sie lebt in Lissabon.
Für Portugals Beitrag zum Eurovision Song Contest 2017 schrieb sie das Lied Amar pelos dois, mit dem ihr jüngerer Bruder Salvador Sobral den Wettbewerb gewann. Nach der Siegerehrung kam das Geschwisterpaar gemeinsam auf die Bühne und sang das Gewinnerlied im Duett.

## Leben
Sie begann mit zwölf Jahren das Gitarrespielen. Beeinflusst durch den Musikgeschmack der Eltern, hörte sie Musik der Beatles, vor allem aber Klassiker des Jazz, etwa Billie Holiday, Ella Fitzgerald und Chet Baker. Im Alter von nur 16 Jahren trat sie erstmals ins Rampenlicht der Öffentlichkeit, als Kandidatin in der Castingshow Ídolos des Fernsehsenders SIC. Ídolos war der portugiesische Ableger des Pop-Idols-Format, in Deutschland unter dem Titel Deutschland sucht den Superstar produziert. Sie erreichte dabei den dritten Platz.
Danach ging sie nach Boston und studierte vier Jahre Musik am Berklee College of Music (Abschluss 2009). Während ihrer Zeit in den USA wurde sie mehrmals für ihr Songwriting ausgezeichnet. Darunter waren Nominierungen bei den Malibu Music Awards 2008 (Best Jazz Song), den Hollywood Music Awards (Best Jazz Artist), bei der International Songwriting Competition 2007 in Nashville, und der The John Lennon Songwriting Competition 2008. Nach ihrem Studium zog sie 2009 nach New York und pendelte mehrere Jahre zwischen den USA und Portugal.
2011 erschien ihr Debütalbum The Cherry On My Cake. Es wurde in Lissabon und New York aufgenommen und kam bis auf den dritten Platz der portugiesischen Verkaufscharts. Ihr zweites Album There’s A Flower In My Bedroom wurde 2013 veröffentlicht. Wieder stammten alle Stücke aus der Feder Luísa Sobrals, Gastmusiker war u. a. Mário Laginha. Zudem sang sie hier zwei Duette, mit dem Engländer Jamie Cullum und dem Fado-Sänger António Zambujo. Das Album stieg auf Platz 2 der Charts in Portugal ein.
Sie spielte eine Vielzahl Konzerte, in Portugal wie auch im Ausland, im Rahmen ihrer Tour mit Melody Gardot auch im deutschsprachigen Raum. Dabei waren auch einige Festivals, neben nationalen und internationalen Jazzfestivals auch das Super Bock Super Rock 2009. Luísa Sobral trat bereits mehrfach im Fernsehen auf, sowohl in Portugal als auch im Ausland, darunter 2012 in der Sendung von Jools Holland bei der BBC.
Ihr 2014 veröffentlichtes Album Lu-Pu-i-Pi-Sa-Pa sang sie erstmals vollständig auf Portugiesisch ein. Es erreichte erneut die Top 10 der portugiesischen Charts. 2016 folgte das Album Luísa.

## Diskografie

### Alben
| Jahr | Titel                          | Höchstplatzierung, Gesamtwochen, AuszeichnungChartsChartplatzierungen (Jahr, Titel, Platzierungen, Wochen, Auszeichnungen, Anmerkungen) | Anmerkungen                            |
| Jahr | Titel                          | PT | Anmerkungen                            |
| ---- | ------------------------------ | --- | -------------------------------------- |
| 2011 | The Cherry on My Cake          | PT3 Platin · (43 Wo.)PT | Teilauflage mit DVD Verkäufe: + 15.000 |
| 2013 | There’s a Flower in My Bedroom | PT2 Gold · (18 Wo.)PT | Verkäufe: + 7.500                      |
| 2014 | Lu-Pu-i-Pi-Sa-Pa               | PT10 (15 Wo.)PT |                                        |
| 2016 | Luísa                          | PT4 (32 Wo.)PT |                                        |
| 2018 | Rosa                           | PT4 (18 Wo.)PT |                                        |

### Singles
- 2011: Not There Yet
- 2011: Xico
- 2013: Mom Says